# اضافه ولتاژ

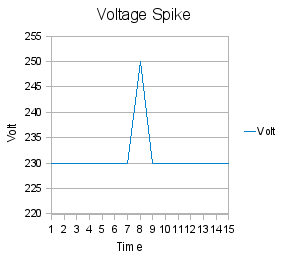
اضافه ولتاز لحظه‌ای.

زمانی که ولتاژ در یک مدار یا بخشی از آن به بیشتر از مقدار تعیین شده در طراحی می‌رسد، به آن اضافه ولتاژ گفته می‌شود که ممکن است این وضعیت خطرناک باشد. بر اساس مدت زمان اضافه ولتاژ، ممکن است یک اضافه ولتاژ گذرا یا اضافه ولتاژ دائمی باشد.

## توضیح

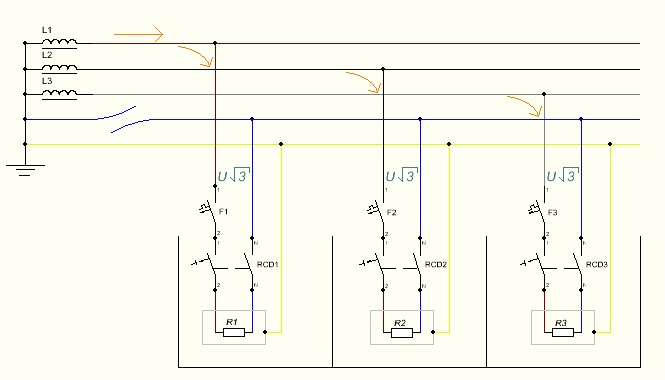
یک سیستم الکتریکی ۳فاز. اگر سیم نول (آبی رنگ) قطع شود، دستگاه‌های با توان الکتریکی کم، در اثر اضافه ولتاژ آسیب خواهند دید.

وسایل برقی و الکترونیکی، دستگاه‌های هستند که برای کار در یک مقدار حداکثر ولتاژ تغذیه طراحی شده‌اند افزایش ولتاژ بیش از این مقدار تعیین شده، ممکن است خسارات قابل توجهی به دستگاه وارد کند.
برای مثال یک لامپ الکتریکی در درون خود یک سیم دارد که تحت یک ولتاژ نامی، جریانی را از خود عبور می‌دهد که باعث ملتهب شدن سیم و تولید نور می‌گردد ولی سیم را ذوب نمی‌کند. مقدرا جریان در هر مداری وابسته به ولتاژ تغذیه است که اگر ولتاژ خیلی زیاد باشد، سیم ذوب شده و لامپ می‌سوزد. به‌طور مشابه سایر دستگاه‌ها نیز ممکن است خراب شوند و حتی آتش بگیرند.